# Temnothorax arnoldii
Temnothorax arnoldii (лат.) — вид мелких по размеру муравьёв трибы Crematogastrini из подсемейства мирмицины семейства Formicidae. Эндемик России. Вид был назван в честь крупного российского мирмеколога профессора Константин Владимировича Арнольди (1901—1982).

## Распространение
Россия, северо-западный Кавказ.

## Описание
Мелкие красновато-коричневые муравьи (2—3 мм). Голова овально-удлинённая, грудь низкая и длинная, метанотальное вдавление отсутствует, заднегрудь угловатая, с короткими проподеальными шипиками. Грудь и голова сверху с продольными морщинками. Жевательный край мандибул с 5 зубчиками. Сходен с видами Temnothorax alpinus и Temnothorax dlusskyi, отличаясь скульптурой груди.